# Ungerns Grand Prix 2016
Ungerns Grand Prix 2016, officiellt Formula 1 Magyar Nagydíj 2016, var ett Formel 1-lopp som kördes 24 juli 2016 på Hungaroring i Mogyoród i Ungern. Loppet var det tionde av sammanlagt tjugoen deltävlingar ingående i Formel 1-säsongen 2016 och kördes över 70 varv.
Mercedes-föraren Nico Rosberg ledde förarmästerskapet med en poäng över stallkamraten Lewis Hamilton och Mercedes ledde konstruktörsmästerskapet framför Ferrari. Lewis Hamilton vann loppet med Rosberg och Daniel Ricciardo på resterande podiumplatser. Hamilton tog över ledningen i förarmästerskapet efter vinsten.

## Kvalet
| Pos.                    | Nr. | Förare            | Konstruktör               | Kvaltider | Kvaltider | Kvaltider | Start- grid |
| Pos.                    | Nr. | Förare            | Konstruktör               | Q1        | Q2        | Q3        | Start- grid |
| ----------------------- | --- | ----------------- | ------------------------- | --------- | --------- | --------- | ----------- |
| 1                       | 6   | Nico Rosberg      | Mercedes                  | 1:33,302  | 1:22,806  | 1:19,965  | 1           |
| 2                       | 44  | Lewis Hamilton    | Mercedes                  | 1:34,210  | 1:24,836  | 1:20,108  | 2           |
| 3                       | 3   | Daniel Ricciardo1 | Red Bull Racing-TAG Heuer | 1:39,968  | 1:24,836  | 1:20,280  | 3           |
| 4                       | 33  | Max Verstappen1   | Red Bull Racing-TAG Heuer | 1:40,424  | 1:22,660  | 1:20,557  | 4           |
| 5                       | 5   | Sebastian Vettel  | Ferrari                   | 1:35,718  | 1:24,082  | 1:20,874  | 5           |
| 6                       | 55  | Carlos Sainz, Jr. | Toro Rosso-Ferrari        | 1:36,115  | 1:24,734  | 1:21,131  | 6           |
| 7                       | 14  | Fernando Alonso   | McLaren-Honda             | 1:35,165  | 1:23,816  | 1:21,211  | 7           |
| 8                       | 22  | Jenson Button     | McLaren-Honda             | 1:37,983  | 1:24,456  | 1:21,597  | 8           |
| 9                       | 27  | Nico Hülkenberg1  | Force India-Mercedes      | 1:41,471  | 1:23,901  | 1:21,823  | 9           |
| 10                      | 10  | Valtteri Bottas1  | Williams-Mercedes         | 1:42,758  | 1:24.506  | 1:22,182  | 10          |
| 11                      | 8   | Romain Grosjean   | Haas-Ferrari              | 1:35,906  | 1:24,941  | N/A       | 11          |
| 12                      | 26  | Daniil Kvyat      | Toro Rosso-Ferrari        | 1:36,714  | 1:25,301  | N/A       | 12          |
| 13                      | 11  | Sergio Pérez1     | Force India-Mercedes      | 1:41,411  | 1:25,416  | N/A       | 13          |
| 14                      | 7   | Kimi Räikkönen    | Ferrari                   | 1:36,853  | 1:25,435  | N/A       | 14          |
| 15                      | 21  | Esteban Gutiérrez | Haas-Ferrari              | 1:38,959  | 1:26,189  | N/A       | 15          |
| 16                      | 12  | Felipe Nasr       | Sauber-Ferrari            | 1:37,772  | 1:27,063  | N/A       | 16          |
| 107 %-gränsen: 1:39.833 |     |                   |                           |           |           |           |             |
| —                       | 30  | Jolyon Palmer2    | Renault                   | 1:43,965  | N/A       | N/A       | 17          |
| —                       | 19  | Felipe Massa2     | Williams-Mercedes         | 1:43,999  | N/A       | N/A       | 18          |
| —                       | 20  | Kevin Magnussen2  | Renault                   | 1:44,543  | N/A       | N/A       | 19          |
| —                       | 9   | Marcus Ericsson2  | Sauber-Ferrari            | 1:46,984  | N/A       | N/A       | PL3         |
| —                       | 94  | Pascal Wehrlein2  | Manor                     | 1:47,343  | N/A       | N/A       | 20          |
| —                       | 88  | Rio Haryanto2     | Manor                     | 1:50,189  | N/A       | N/A       | 214         |
| Källor:                 |     |                   |                           |           |           |           |             |

Noter
- ^1  – Daniel Ricciardo, Max Verstappen, Nico Hülkenberg, Valtteri Bottas och Sergio Pérez misslyckades att genomföra ett kvalvarv inom 107%-gränsen av det snabbast varvet i Q1. De tilläts ändå att fortsätta till Q2 med sina Q1-tider.
- ^2  – Jolyon Palmer, Felipe Massa, Kevin Magnussen, Marcus Ericsson, Pascal Wehrlein och Rio Haryanto misslyckades att genomföra ett kvalvarv inom 107%-gränsen av det snabbaste varvet i Q1. De tilläts ändå delta i loppet.
- ^3  – Marcus Ericsson tvingades göra en depåstart efter att ha fått en ny cell, det vill säga, den delen av bilen där föraren sitter.
- ^4  – Rio Haryanto degraderades fem platser efter ett oplanerat växellådebyte.

## Loppet
| Pos.                                                            | Nr. | Förare            | Konstruktör               | Varv | Tid/Bröt    | Grid | Poäng |
| --------------------------------------------------------------- | --- | ----------------- | ------------------------- | ---- | ----------- | ---- | ----- |
| 1                                                               | 44  | Lewis Hamilton    | Mercedes                  | 70   | 1:40:30,115 | 2    | 25    |
| 2                                                               | 6   | Nico Rosberg      | Mercedes                  | 70   | +1,977      | 1    | 18    |
| 3                                                               | 3   | Daniel Ricciardo  | Red Bull Racing-TAG Heuer | 70   | +27,539     | 3    | 15    |
| 4                                                               | 5   | Sebastian Vettel  | Ferrari                   | 70   | +28,213     | 5    | 12    |
| 5                                                               | 33  | Max Verstappen    | Red Bull Racing-TAG Heuer | 70   | +48,659     | 4    | 10    |
| 6                                                               | 7   | Kimi Räikkönen    | Ferrari                   | 70   | +49,044     | 14   | 8     |
| 7                                                               | 14  | Fernando Alonso   | McLaren-Honda             | 69   | +1 varv     | 7    | 6     |
| 8                                                               | 55  | Carlos Sainz, Jr. | Toro Rosso-Ferrari        | 69   | +1 varv     | 6    | 4     |
| 9                                                               | 77  | Valtteri Bottas   | Williams-Mercedes         | 69   | +1 varv     | 10   | 2     |
| 10                                                              | 27  | Nico Hülkenberg   | Force India-Mercedes      | 69   | +1 varv     | 9    | 1     |
| 11                                                              | 11  | Sergio Pérez      | Force India-Mercedes      | 69   | +1 varv     | 13   |       |
| 12                                                              | 30  | Jolyon Palmer     | Renault                   | 69   | +1 varv     | 17   |       |
| 135                                                             | 21  | Esteban Gutiérrez | Haas-Ferrari              | 69   | +1 varv     | 15   |       |
| 14                                                              | 8   | Romain Grosjean   | Haas-Ferrari              | 69   | +1 varv     | 11   |       |
| 15                                                              | 20  | Kevin Magnussen   | Renault                   | 69   | +1 varv     | 19   |       |
| 16                                                              | 26  | Daniil Kvyat      | Toro Rosso-Ferrari        | 69   | +1 varv     | 12   |       |
| 17                                                              | 12  | Felipe Nasr       | Sauber-Ferrari            | 69   | +1 varv     | 16   |       |
| 18                                                              | 19  | Felipe Massa      | Williams-Mercedes         | 68   | +2 varv     | 18   |       |
| 19                                                              | 94  | Pascal Wehrlein   | Manor                     | 68   | +2 varv     | 20   |       |
| 20                                                              | 9   | Marcus Ericsson   | Sauber-Ferrari            | 68   | +2 varv     | PL   |       |
| 21                                                              | 88  | Rio Haryanto      | Manor                     | 68   | +2 varv     | 21   |       |
| Ret                                                             | 22  | Jenson Button     | McLaren-Honda             | 60   | Oljeläcka   | 8    |       |
| Snabbaste varvet: Kimi Räikkönen (Ferrari) – 1:23,086 (varv 52) |     |                   |                           |      |             |      |       |
| Källor:                                                         |     |                   |                           |      |             |      |       |

Noter
- ^5  – Esteban Gutiérrez slutade på 12:e plats i loppet men tilldelades ett fem-sekunders strafftillägg för att ha ignorerat blåflagg.[1]